# Vieri de' Cerchi
(Dino Compagni, Cronica delle cose occorrenti ne' tempi suoi)
Vieri de' Cerchi (Acone, metà del XIII secolo – inizi del XIV secolo) è stato un politico e banchiere italiano, protagonista dell'ascesa e del tracollo della famiglia dei Cerchi, capifila del partito dei guelfi bianchi a Firenze.
Contemporaneo di Dante Alighieri, fu un ricchissimo cittadino, tra i protagonisti della Battaglia di Campaldino, combattuta dai guelfi fiorentini contro gli aretini e i ghibellini esiliati pochi anni prima dalla città.
Quando in città si riaprirono le rivalità con la spaccatura in seno al partito guelfo, Vieri fu a capo della fazione dei guelfi bianchi, moderati, contrapposta ai guelfi neri, aristocratici e autoritari, strettamente filopapali, capitanati da Corso Donati. La rivalità nacque da semplici problemi di vicinato, quando i Cerchi, di recente ricchezza, acquistarono le case già dei Conti Guidi adiacenti a quelle dei fieri e nobili Donati.
Osteggiato da Bonifacio VIII, che parteggiava per i guelfi neri, più radicalmente alleati suoi, venne convocato a Roma verso il 1300, dove gli venne richiesto di riappacificarsi con i Donati rinunciando al suo fare "ghibellino", al che rispose ribadendo la sua fede guelfa. 
Citato da Dino Compagni, fu esiliato dalla città nel 1302 assieme a tutta la sua fazione. La sua fazione infatti, sebbene avesse avuto dei momenti decisamente favorevoli, non seppe mai per villaneria decidere le sorti della situazione fiorentina, dando sempre ai Neri l'occasione per riorganizzarsi, e in questi Vieri e la sua famiglia sono molto biasimati sia da Dante, che li vide come responsabili del proprio esilio, sia dal Compagni.